# El periférico
El periférico (título original: The Peripheral) es una novela de ciencia ficción y suspenso de 2014 escrita por William Gibson. Es perteneciente a los subgéneros de misterio y posciberpunk, situado en versiones del futuro cercanas y posapocalípticas.
Una adaptación a serie de televisión de 2022, producida por Amazon Studios, comenzó a transmitirse el 21 de octubre por Amazon Prime Video.

## Resumen
La novela se centra en Flynne Fisher y su hermano, Burton. Cuando Burton es contratado para un trabajo de seguridad que tiene lugar en lo que él cree que es el ciberespacio y Flynne ocupa temporalmente su lugar, ella es testigo de un posible asesinato.
Según Zach Baron de GQ:

El periférico es un regreso enfático a la ciencia ficción que [William Gibson] dejó de escribir después del cambio de siglo, ambientada no en uno sino en dos futuros. El primero, no muy lejos de nuestro presente, tiene lugar en un mundo al estilo de Winter's Bone, donde las únicas industrias que aún sobreviven son versiones ligeramente evolucionadas de Walmart y el comercio de metanfetamina. El segundo futuro se establece más adelante en el tiempo, después de una serie de eventos no del todo cataclísmicos que han matado a la mayoría de la población mundial, dejando atrás una clase monárquica de mafiosos, artistas de performance y publicistas en un Londres desierto.

## Argumento
La novela comienza en algún momento del futuro cercano en un pequeño pueblo en la América rural. Flynne Fisher trabaja en una imprenta 3D local y vive con su madre y su hermano Burton, quien sufrió un trauma cerebral debido a los implantes cibernéticos que recibió mientras servía en la unidad de élite Haptic Recon del Cuerpo de Marines de Estados Unidos. Cuando Burton se dirige a otra ciudad para contraprotestar las protestas de un grupo extremista religioso conocido como Lucas 4:5, le pide que se haga cargo de su trabajo de seguridad en un videojuego/mundo virtual para una empresa supuestamente colombiana llamada Milagros Coldiron. Flynne acepta el trabajo y nota que el mundo del juego se parece sospechosamente a Londres, Reino Unido, pero mucho más vacío y más futurista. Pilotando un cuadricóptero de seguridad, esquiva a los drones paparazzi del apartamento de gran altura de una mujer desconocida. En la segunda noche de hacerlo, ve a un hombre y una mujer en un balcón, donde aparentemente la mujer es asesinada y devorada espantosamente por un enjambre de nanobots; Flynne no está segura de si esto es real o parte de un juego virtual.
La novela alterna entre las experiencias de Flynne y las de Wilf Netherton, un publicista que vive a principios del siglo XXII, setenta años después de la época de Flynne, y varias décadas después de un período apocalíptico conocido como Jackpot. Cuando comienza el libro, Wilf está trabajando con Daedra West, una artista/celebridad/diplomática estadounidense, para establecer relaciones con un grupo de humanos nativos deformes conocidos como «Patchers», en un enorme parche de basura cultivada en el Océano Pacífico. Sin embargo, el comportamiento imprudente de Daedra activa su sistema de seguridad personal, matando a todos los Patchers y a su jefe, Hamed al-Habib. Wilf es despedido (se supone, aunque no revisa su correo) y va a la casa de su amigo Lev Zubov. Lev, es un «entusiasta continuo» e hijo de una poderosa y adinerada familia rusa que se mudó al Reino Unido hace varias generaciones. Le ha presentado a Wilf «stubs», que son pasados alternativos cuyos futuros comienzan a desviarse de los que conducen a su presente y al de Wilf en el momento en que se establece contacto desde su presente, un contacto que solo es posible en un sentido de datos y solo es posible gracias a una misteriosa computadora cuántica funcionando en China. Milagros Coldiron es la organización de fachada de Zubov para acceder al trozo en el que viven Flynne y Burton. Los habitantes de la época de Flynne pueden acceder a Zubov y Netherton a principios del siglo XXII a través de auriculares creados con una impresora 3D y conocimientos tecnológicos transmitidos desde el siglo XXII. Estos auriculares permiten que la conciencia del usuario habite y controle un «periférico», también conocido como un cuerpo humano físico artificial en el siglo XXII. Usando esta tecnología, Wilf había contratado a Burton de su talón para que actuara como un dron de seguridad para la hermana de Daedra, Aelita, como un regalo novedoso para ella.
Cuando Aelita desaparece, Wilf se da cuenta de que los drones controlados por Flynne fueron los únicos testigos del evento, mientras que todos los demás dispositivos de grabación estaban desactivados.
Al regresar de su viaje, Burton le dice a Flynne que Milagros Coldiron quiere hablar con ella. A través de una videollamada, le cuenta a Wilf y a los demás lo que vio en la torre, pero Wilf se resiste a decirle que el asesinato no fue parte de un juego y le dice a Flynne que se ha firmado un contrato de asesinato en Burton, en su línea de tiempo, usando la red oscura. Burton responde haciendo que sus colegas militares establezcan un perímetro alrededor de su casa. Poco después, su amigo Conner, un triple amputado que usa una silla de ruedas motorizada apta para carretera, mata a cuatro hombres armados en un automóvil que se dirigía por el camino rural hacia su casa, usando una plataforma de armas controlada mentalmente. Milagros Coldiron comienza a utilizar su tecnología avanzada y conocimientos previos para construir poder financiero y político en el pasado.
Wilf, Lev y sus aliados en el futuro lejano reciben la visita de la inspectora Ainsley Lowbeer, que investiga la desaparición de Aelita. Cuando le dicen lo que les dijo Flynne, ella insiste en que Flynne sea llevada al futuro a través de un periférico (un avatar cíborg al que los usuarios pueden conectarse desde otra ubicación) a través del servidor cuántico para que Flynne pueda identificar al hombre que estaba presente cuando Aelita murió, para ayudar a resolver el caso. Lev y sus asistentes Ash y Ossian envían instrucciones de impresión en 3D para unos auriculares con control de periféricos, que los amigos expertos en informática de Flynne, Macon y Edward, utilizan para crear una diadema de conectividad para ella llamada «la corona». Se conecta a un periférico que ha sido traído a la casa de Lev, donde Wilf explica que este es realmente el futuro.
Lowbeer se da cuenta de que Daedra está organizando una nueva fiesta en el apartamento de su hermana, y consigue que Wilf se invite a él y al periférico de Flynne, con Wilf fingiendo que el periférico será controlado por una mujer que estudia arte neoprimitivo y es una gran admiradora del trabajo de Daedra. . Al decidir que podrían necesitar más fuerza para enfrentarse a Daedra, el grupo de Wilf recluta a Conner para fabricar otra corona y controlar otro periférico, un guardaespaldas de Wilf en la fiesta; Conner está encantado de poder volver a caminar mientras pilotea un periférico. Mientras tanto, en el siglo XXI, los colegas militares de Burton matan a un segundo grupo de asesinos. Milagros Coldiron intenta «comprar» al gobernador del estado, quien, como la mayoría de los funcionarios de la época, es corrupto, para evitar una investigación policial. El grupo de Burton usa el dinero y las conexiones de Milagros Coldiron para construir una base segura y adquirir equipo militar. Flynne es secuestrada por uno de los colegas de Burton bajo el chantaje de un capo de la droga local llamado Corbell Pickett. Pickett explica que las personas que mataron a Aelita están operando un colectivo corporativo llamado Matryoshka con el objetivo de matar a Flynne, y Pickett está negociando una recompensa mayor antes de ejecutarla.
Burton y Conner la rescatan, quienes matan a los guardias de seguridad de Pickett y destruyen su complejo. El equipo de Wilf en el futuro los convierte a ella, a Burton y a sus amigos en ejecutivos de Coldiron USA, que ahora está luchando económica y políticamente contra Matryoshka en todo el mundo, y declara que su base es la sede corporativa.
Wilf revela que Jackpot comienza a mediados del siglo XXI como una combinación del cambio climático y otras causas, seguido de una serie de sequías, hambrunas, pandemias, caos político y anarquía, mientras que el 80 % de la población humana mundial muere. Pero a medida que esto sucede, los científicos han creado nanotecnología llamada «ensambladores» que comienzan a reconstruir la sociedad, además de encontrar otros avances científicos y de ingeniería. Como resultado, todo es muy eficiente y avanzado en el futuro de Wilf, pero tiene ciudades en su mayoría vacías y la mayoría de las especies animales naturales están extintas.
Wilf, Flynne y Conner (los dos últimos en sus periféricos) acuden a la fiesta de Daedra, que se ha convertido en una celebración de la vida de Aelita. Flynne ve al hombre que mató a Aelita, pero él y Daedra los secuestran y revelan que están detrás del complot para matar a Flynne. El periférico de Conner se destruye al intentar matar a los secuestradores. Se revela que el hombre que estaba presente cuando mataron a Aelita era Hamed al-Habib, quien había sido «asesinado» por Daedra como un periférico ese día en el parche de basura, y se había sometido a una cirugía para volver a una forma humana más normal mucho tiempo atrás. Daedra y Hamed han conspirado con un funcionario de la ciudad llamado Sir Henry, que ocupa el cargo de recordador, para exterminar a los patchers y vender sus recursos para lucrarse. Aelita fue asesinada por razones que no están del todo claras, muy probablemente porque Hamed y Daedra temían que los iba a vender.
Conner (operando un arma robótica diseñada en otro trozo bajo la influencia de Lowbeer) y Burton (operando un exoesqueleto similar a un periférico) irrumpen en la habitación donde se encuentran detenidos Flynne y Wilf. Flynne y Burton disparan armas especiales que dirigen a los nanobots ensambladores, y tanto Hamed como Sir Henry son devorados hasta los huesos por las máquinas; Daedra está detenida temporalmente, pero es liberada después del interrogatorio. En el mundo de Flynne, Matryoshka se vuelve completamente inoperante y Milagros Coldiron gana un poder indiscutible.
Años más tarde, Flynne termina casada con el oficial de policía que le había interesado durante mucho tiempo; su hermano y sus amigos también encuentran el amor. Conner recibe un conjunto de extremidades biónicas construidas a partir de planos enviados desde el futuro. Wilf encuentra el amor con su excompañero de trabajo de Canadá, con quien se muda. Él y Flynne todavía se conectan entre líneas de tiempo para verse; Flynne se reúne semanalmente con Lowbeer (a través de un periférico) para discutir los cambios en el mundo de Flynne que se están realizando a través de la financiación de Milagros Coldiron en un intento por evitar el Jackpot.

## Orígenes y publicación
Gibson estaba trabajando en el libro desde agosto de 2012. El periférico fue el libro número 13 de Gibson. El 19 de abril de 2013, Gibson se presentó en la Biblioteca Pública de Nueva York y leyó el primer capítulo: «Los hápticos». El libro fue publicado en noviembre de 2014.
El libro Agency de Gibson está ambientado en el mismo mundo que The Peripheral, y también involucra futuros alternativos pero conectados.

## Recepción
El periférico fue recibido positivamente por The Guardian. Según Zach Baron de GQ:

Al igual que muchos libros de Gibson, El periférico es básicamente un misterio de asesinato noir con una chaqueta de cuero ciberpunk y, después de unas primeras cien páginas inusualmente densas, una lectura súper agradable, aunque quizás menos cuando Considere cuán preciso puede ser Gibson cuando está pensando en lo que podría suceder a continuación. Porque, según El periférico, lo que sucederá a continuación es, tomando prestada la frase de Gibson nuevamente, bueno... jodido.
Zach Baron (2014).

The Sidney Morning Herald señaló una «falta final de cohesión narrativa», pero dijo que el libro todavía estaba lleno de «invenciones tecnológicas imaginativas y extrapolaciones sociales, sobre todo sobre el capitalismo, la vigilancia gubernamental y el colonialismo retro del Tercer Mundo».
The Irish Times escribió que era «una novela formidable, y que cuenta con la única representación plausible de un viaje en el tiempo en la ficción reciente. Pero adolece de un ritmo lento y un clímax plano en el acto final». The Financial Times le dio una crítica mixta, llamando a las «narrativas gemelas [...] complejas y enredadas», pero demasiado extensas en las casi quinientas páginas del libro. The Verge dijo que el libro era un «giro inteligente y matizado del viaje en el tiempo» y elogió cómo los detalles se integraron más en la vida de los personajes que en sus otras series recientes. NPR le dio al libro una crítica positiva. The Toronto Star dijo que podría ser difícil mantenerse al día con el libro, pero que era «rápido y repleto de especulaciones fascinantes no solo sobre cómo será el futuro, sino también sobre cómo funcionará».

## Adaptación televisiva
Amazon Prime Video encargó una adaptación de la serie de transmisión en 2018 para ser desarrollada por Lisa Joy y Jonathan Nolan, los creadores de la serie de HBO Westworld. La serie se puso en desarrollo en abril de 2018 con un «compromiso de guion a serie», recibiendo un firme visto bueno a mediados de noviembre de 2019. Más allá de Joy y Nolan, los productores ejecutivos incluyen a Athena Wickham, Steven Hoban y Vincenzo Natali. Tiene episodios de una hora y fue desarrollado por Kilter Films, a través de Amazon Studios. Warner Bros. Television también participó como productor, con Scott B. Smith como escritor. Smith creó la serie y se desempeñó como showrunner y productor ejecutivo. Natali dirigió el episodio piloto del programa. En febrero de 2023, Amazon Studios anunció que la serie había sido renovada para una segunda temporada.